# Rebecca Romijn
Rebecca Romijn (uttalas Romain), född 6 november 1972 i Berkeley, Kalifornien, är en amerikansk fotomodell och skådespelare av nederländsk börd.

## Biografi

### Film och TV-karriär
Romijn har varit med i tre X-Men-filmer där hon spelar Mystique. Hon gjorde även en kort cameo i X-Men: First Class.
I säsong två av Ugly Betty spelade Romijn Alexis Meade som tidigare varit man (Alex Meade). Hon har också gästspelat i TV-serien Vänner som Ross flickvän (Säsong 4, avsnitt 6: "The One With The Dirty Girl"). Romijn spelade även huvudrollen i filmen Femme Fatale från 2002, en mångbottnad historia om en yrkestjuv som försöker förändra sitt liv; i filmen medverkar även bland andra Antonio Banderas. Romijn spelade Roxanne Torcoletti, en av huvudrollerna i tv-serien Eastwick från 2009. Hon hade även en av huvudrollerna i tv-serien The Librarians mellan 2014 och 2018.
Romijn spelar även Una Chin-Riley i Star Trek: Discovery (2019) och Star Trek: Strange New Worlds (2022–nuvarande).

### Privatliv
Hon var gift med skådespelaren John Stamos mellan 1998 och 2004. I juli 2007 gifte hon sig med Jerry O'Connell och i december 2008 födde hon tvillingflickorna Charlie Rebecca Rose och Dolly Tamara Tulip.

## Filmografi (i urval)
- 1997 – Vänner (TV-serie) (1 avsnitt)
- 1998 – Dirty Work
- 1999 – Austin Powers: The Spy Who Shagged Me (som sig själv)
- 1999–2000 – Just Shoot Me! (TV-serie)
- 2000 – Jack & Jill (TV-serie) (1 avsnitt)
- 2000 – X-Men
- 2002 – Femme Fatale
- 2002 – Rollerball
- 2002 – Simone (okrediterad)
- 2003 – X-Men 2
- 2004 – Godsend
- 2004 – The Punisher
- 2006 – The Alibi
- 2006 – X-Men: The Last Stand
- 2006–2008 – Ugly Betty (TV-serie) (33 avsnitt)
- 2007 – Drawn Together (TV-serie) (röstroll, 1 avsnitt)
- 2009 – Eastwick (TV-serie) (13 avsnitt)
- 2011 – Chuck (TV-serie) (1 avsnitt)
- 2011–2012 – NTSF:SD:SUV:: (TV-serie) (16 avsnitt)
- 2011 – Specialagent Oso (TV-serie) (röstroll, 1 avsnitt)
- 2011 – X-Men: First Class (cameo)
- 2013 – King & Maxwell (TV-serie) (10 avsnitt)
- 2014–2018 – The Librarians (TV-serie) (42 avsnitt)
- 2015 – Key & Peele (TV-serie) (1 avsnitt)
- 2015 – Äventyrsdags (TV-serie) (röstroll, 2 avsnitt)
- 2019 – Star Trek: Discovery (TV-serie) (3 avsnitt)
- 2020 – Curb Your Enthusiasm (TV-serie) (1 avsnitt)
- 2022–2023 – Star Trek: Strange New Worlds (TV-serie) (20 avsnitt)
- 2026 – Avengers: Doomsday